# Teranodes
Teranodes es un género de arañas migalomorfas de la familia Hexathelidae. Se encuentra en Australia en Victoria y Tasmania.

## Lista de especies
Según The World Spider Catalog 11.5:
- Teranodes montanus (Hickman, 1927)
- Teranodes otwayensis (Raven, 1978)